# Treasure (banda)
TREASURE (en hangul: 트레저; en japonés: トレジャー), es una banda masculina surcoreana-japonesa formada por YG Entertainment mediante el programa de supervivencia YG Treasure Box. La banda es conformada por diez miembros: Hyun Suk, Jihoon, Yoshi, Junkyu, Jaehyuk, Asahi, Doyoung, Haruto, Jeongwoo y Junghwan. Originalmente siendo un grupo de doce miembros, Bang Yedam y Mashiro dejaron el grupo en noviembre de 2022 debido a la finalización de sus contratos con YG.
El 6 de enero de 2020, YG Entertainment subió una foto con los 12 miembros finales a debutar. Ese mismo día se liberaron las nuevas redes sociales para el grupo, desechando las anteriores pasados 30 días, y confirmando que su debut estaba muy cerca. 
Debutaron el 7 de agosto de 2020, debutaron con el single: 'THE FIRST STEP: CHAPTER ONE'

## Historia

### Pre–debut y formación
YEDAM, JIHOON y DOYOUNG hicieron su primera aparición juntos en el programa de supervivencia de MNET, Stray Kids el 21 de noviembre de 2017 como representantes de YG.
Dentro del mismo plazo, HYUN SUK y JUNKYU participaron en el programa de supervivencia de JTBC, MIXNINE y ambos terminaron en 5º y 35º puesto respectivamente, siendo HYUN SUK parte de la alineación final del grupo a debutar, sin embargo, debido a la falta de acuerdos entre las agencias involucradas el debut del grupo ganador fue cancelado.
YEDAM y Hyun Suk también tuvieron un cameo en la serie de Netflix estrenada en octubre de 2018: YG Future Strategy Office, donde simulan la realización de la evaluación mensual de los aprendices en YG.
A finales de ese año, YG dio a conocer que 29 aprendices de la agencia participarían de un programa de supervivencia llamado YG Treasure Box. Dentro de los aprendices más conocidos se encontraban: YEDAM de K-pop Star 2 y los participantes de MIXNINE, HYUN SUK y JUNKYU.
Durante la final de YG Treasure Box, HARUTO, YEDAM, JUNGHWAN y JUNKYU fueron los primeros en unirse a la alineación final, seguidos por JEONGWOO, JAEHYUK y HYUN SUK, bajo el nombre de TREASURE.
El 29 de enero del 2019, se anunció una segunda alineación bajo el nombre Magnum y se reveló que los miembros serían algunos aprendices que no habían quedado seleccionados en la alineación final para debutar en TREASURE: Yoon-bin, MASHIHO, DOYOUNG, YOSHI, JIHOON y ASAHI. 
Ambos grupos colectivamente serían llamados TREASURE 13, con el nombre de su fandom oficial TREASURE MAKER, abreviado TEUME, mismo nombre que le fue dado a los espectadores de YG Treasure Box.
Durante este tiempo, HYUN SUK participó como coescritor junto a B.I (ex líder de iKON) y como artista invitado en la canción "1, 2" del EP “24°C” de la cantante Lee Hi, quien para ese entonces también era parte de YG Entertainment. 
Antes del debut, una serie de pósteres promocionales para el grupo fueron lanzados a partir del 29 de abril de 2019 en adelante.
En el episodio 2 del reality de su compañero de agencia VIINI, Kwon Hyun-bin Begins, HARUTO y HYUN SUK hicieron una corta aparición, seguido de las apariciones de JUNKYU, YEDAM, HYUNSUK, JUNGHWAN y HARUTO en el episodio 3.
A finales del 2019, Yoon-bin quien debía debutar como uno de los raperos decide dejar YG por diferencias creativas con la agencia, por lo que TREASURE 13 fue finalmente presentado como TREASURE.  

### 2020 - Debut del grupo con 'THE FIRST STEP: CHAPTER ONE'
Desde el 7 de enero de 2020, YG Entertainment comenzó a liberar fotografías promocionales cada dos semanas, tanto individuales como grupales con el nombre de 'Editorial TREASURE'.
Asimismo, todos los viernes a las 12:00 p.m. (KST) se estrenaba un capítulo de 'TREASURE Map''. Normalmente el formato es basado en famosos programas de televisión coreana, como lo son Knowing Bros, 3 meals a day, Amazing Saturday, etc. En donde se ve a los integrantes realizando diversas actividades, divirtiéndose, dando a conocer sus personalidades y la relación interna del grupo.
De igual forma, semanalmente se liberaba un capítulo de '3 minutos con TREASURE', con una duración de 3 minutos tal como lo indica el nombre.
De forma aleatoria, se liberaba un capítulo de 'T.M.I. (TREASURE MAKER Interaction)', donde muestran el detrás de escena de los materiales liberados; 'T-TALK' donde dos miembros conversan entre ellos y se hacen preguntas y respuestas acerca de una palabra clave en especifico, y 'FACT CHECK', donde miembros ponen a prueba algunas cosas que han dicho y así averiguar si es cierto o falso.
Durante ese mismo año, YG informó que YEDAM lanzaría una canción en solitario antes de debutar oficialmente con TREASURE.
El 27 de mayo se revela que «WAYO» sería el nombre de la canción en solitario de YEDAM y el 05 de junio del 2020 se liberó el single con su respectivo vídeo musical.
El 28 de mayo a través de las redes sociales de TREASURE y de su agencia, publicaron el aviso de que la agrupación debutaría con su primer sencillo 'THE FIRST STEP: CHAPTER ONE' y la apertura de los pedidos anticipados de la versión física del sencillo.
YG Entertainment publicó el póster en el que anunciaba la lista de canciones del primer sencillo del grupo: «BOY», que fue coescrita por los miembros HYUN SUK y HARUTO quienes también participaron en la escritura de la segunda canción: «COME TO ME» acompañados esta vez por YOSHI. Se anunció en el mismo póster que las versiones instrumentales de las primeras dos canciones, estarían disponibles únicamente en el CD del sencillo.
Luego de diversos vídeos e imágenes promocionales sobre su debut, el grupo realizó su tan esperado debut el 7 de agosto del 2020.

### 'THE FIRST STEP: CHAPTER TWO'
El 31 de agosto de 2020, YG publicó a través de sus redes sociales un póster anunciando un regreso musical llamado 'THE FIRST STEP: CHAPTER TWO', sin embargo, no contenía fechas ni horarios, sólo las palabras "COMING SOON (Próximamente)".
El 6 de septiembre, se anunció la fecha de lanzamiento del segundo sencillo de TREASURE, el 18 de septiembre de 2020. Al día siguiente, se publicó la anticipación de los pedidos del sencillo. Ese mismo día, se publicaron en las redes de YG y de TREASURE el video conceptual de 'THE FIRST STEP: CHAPTER TWO'.
El 9 de septiembre, se compartió con un póster que la canción principal del segundo sencillo de TREASURE se llama «I LOVE YOU». Al día siguiente, publicaron un póster con la canción principal, pero con una fotografía de la agrupación. Durante el día, anunciaron la lista de canciones del sencillo: «I LOVE YOU» como canción principal, coescrita por HYUN SUK, HARUTO y YOSHI quienes también coescribieron la segunda canción: «B.L.T (BLING LIKE THIS)». Y al igual que el sencillo debut, en su formato físico estarían de forma única las versiones instrumentales de las primeras canciones.
Los siguientes días, se publicaron fotos conceptuales promocionales, tanto de forma individual y grupal, al igual que videos que mostraban imágenes previas al video musical de la canción principal.
La espera terminó el día 18 de septiembre, cuando se publicó el segundo sencillo de TREASURE de la mano del video musical «I LOVE YOU».

### 'THE FIRST STEP: CHAPTER THREE'
El 25 de octubre de 2020 a través de las redes sociales de TREASURE y de su agencia, se anunció que el tercer sencillo de la agrupación llamado 'THE FIRST STEP: CHAPTER THREE' llegaría al mundo el 6 de noviembre, junto con las palabras "COMING SOON (Próximamente)".
Al día siguiente, se publicó el video conceptual del sencillo a través de las redes y el canal oficial de YouTube del grupo. El día 27 de octubre, YG comunicó la apertura de los pedidos anticipados del sencillo. Y a lo largo del día, se publicó un póster anunciando el nombre de la canción principal: «MMM».
El 28 de octubre, se publicó el listado de canciones de 'THE FIRST STEP: CHAPTER THREE': «MMM», la canción anteriormente anunciada como canción principal, en la que el rap fue escrito por HARUTO, HYUN SUK y YOSHI, estos dos últimos como escritores del rap de la segunda canción del sencillo, «ORANGE» contando también con la participación de ASAHI en la composición y la co-escritura junto a HARUTO. Y como sus dos anteriores sencillos, las versiones instrumentales de las canciones estarían exclusivamente disponibles en la versión física del sencillo.
Durante los siguientes días, YG utilizó un diferente método de imágenes previas al lanzamiento: se compartieron extractos del video performance de la canción principal:
- Desde el "0 hasta el "18, el 1 de noviembre.[24]
- Desde el "18 hasta el "36, el 2 de noviembre.[25]
- Desde el "36 hasta el "54, el 3 de noviembre.[26]
- Desde el "54 hasta el '1"12, el 4 de noviembre.[27]
- Desde el '1"12 hasta el 1'"30, el 5 de noviembre.[28]

Durante los mismos días, se compartieron imágenes individuales de los integrantes con la cuenta regresiva al lanzamiento, dejando a HYUN SUK, JIHOON, YOSHI y JUNKYU a cuatro días, el 2 de noviembre. MASHIHO, JAEHYUK, ASAHI y a YEDAM en el cartel de 3 días para el lanzamiento del sencillo, el 3 de noviembre. El 4 de noviembre y a dos días del lanzamiento, fue el turno de DOYOUNG, HARUTO, JEONGWOO y JUNGHWAN.  Y por último, se publicó el cartel «D-1» con una imagen grupal, el 5 de noviembre. 
Ese mismo 5 de noviembre, se publicó el video conceptual de la canción principal «MMM».
El 6 de noviembre llegó con la publicación del tercer sencillo de TREASURE, 'THE FIRST STEP: CHAPTER THREE' en todas las plataformas de streaming, junto con el video musical de la canción principal.

### 2021 - El primer álbum de estudio: 'THE FIRST STEP: TREASURE EFFECT'
El 27 de diciembre de 2020, TREASURE anunció que su primer álbum de estudio estaba en camino y programado para el 11 de enero de 2021. Al día siguiente, YG utilizó las redes sociales del grupo para publicar el video conceptual del álbum.
El 29 de diciembre se publicó la apertura de los pedidos anticipados del álbum y compartiendo las versiones que se venderían: Photobook en sus versiones ‹Blue›, ‹Orange› y ‹Green›; y su Kit.
Al día siguiente, se compartió que el nombre de la canción principal del álbum sería «MY TREASURE».
El 3 de enero, TREASURE compartió la lista de canciones de su primer álbum de estudio:  «MY TREASURE» la canción principal, siendo coescrita por HYUN SUK, YOSHI y HARUTO quienes participaron en la escritura de la segunda y tercera canción, «BE WITH ME» Y «SLOWMOTION» respectivamente. El resto de canciones del álbum son canciones de sus anteriores lanzamientos, la cuarta y quinta canción, «BOY» y «COME TO ME» de su primer sencillo; «I LOVE YOU» y «B.L.T» de su segundo sencillo como sexta y séptima pista; «MMM» y «ORANGE» de su tercer sencillo como octava y novena canción; y la décima pista: «GOING CRAZY» canción presentada por TREASURE en su programa YG Treasure Box en 2020. Y exclusivamente, se lanzarían las versiones piano de «I LOVE YOU» y la versión rock de «MMM» en el formato físico del álbum.
Durante los siguientes días, se compartieron imágenes individuales de los integrantes junto con parte de la letra de la canción principal, hasta el día 8 de enero, que se publicó el tráiler del video musical de «MY TREASURE», canción principal del álbum. Luego, se publicaron videos con la cuenta regresiva al lanzamiento del álbum los siguientes días.
Llegó el tan esperado 11 de enero, y se publicó el primer álbum de estudio de TREASURE, 'THE FIRST STEP: TREASURE EFFECT'.

### 2022 - El primer mini álbum: 'THE SECOND STEP: CHAPTER ONE'
El día 1 de enero de 2022, YG publicó a través de las redes sociales de TREASURE un póster con el anuncio de un lanzamiento con el título 'THE SECOND STEP' junto a las palabras "COMING SOON (Próximamente)" y deseando un feliz año nuevo.
El día 11 de enero, a través del canal oficial de TREASURE en YouTube un video introductorio de primer mini álbum del grupo 'THE SECOND STEP: CHAPTER TWO'. El día 17 de enero, se publicó un poster conceptual del ahora nuevo mini álbum de TREASURE.

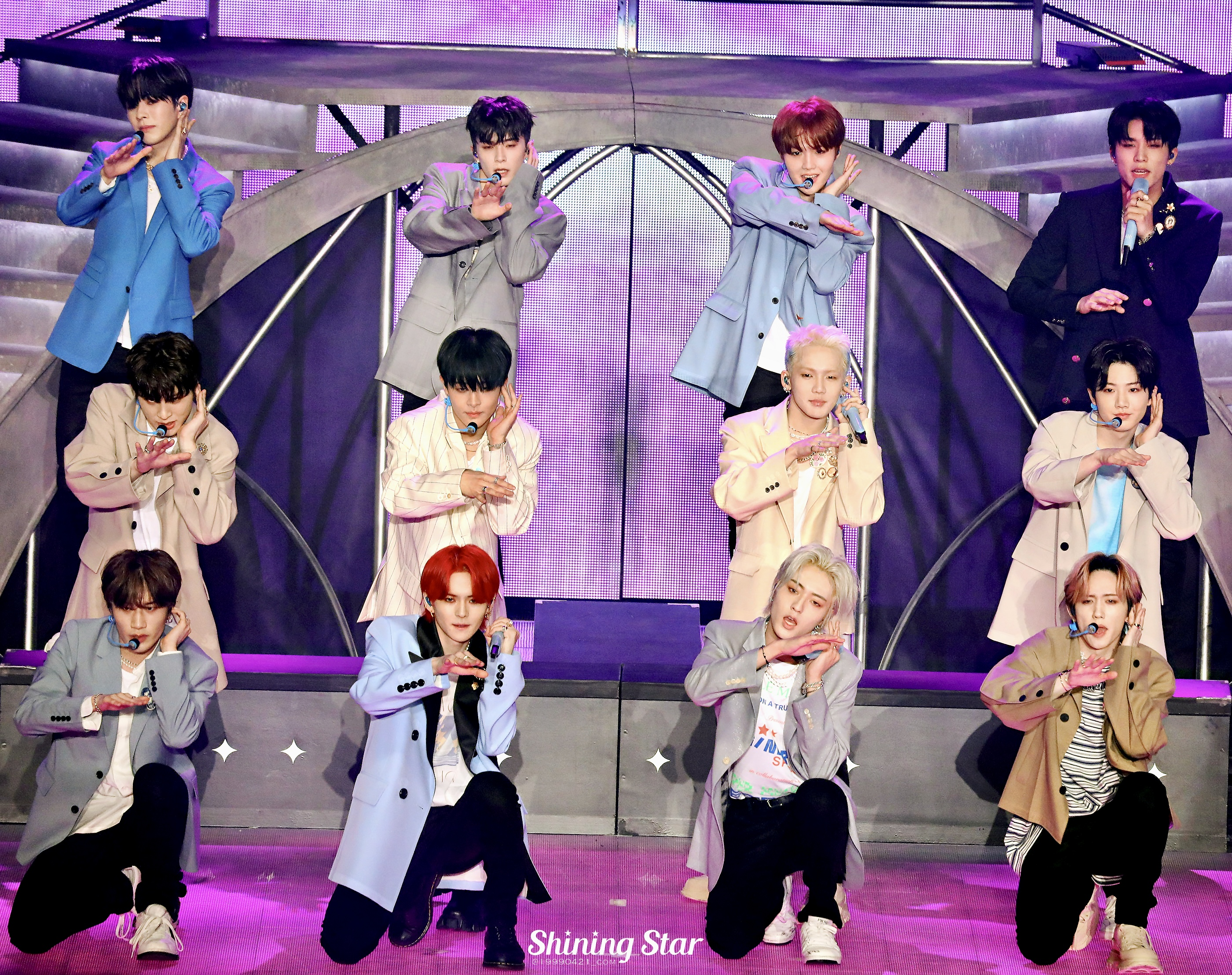
TREASURE en su primer concierto: TRACE (2021)

Los siguientes días, se publicaron fotos conceptuales individuales de los integrantes seguidos de cortos filmográficos conceptuales de los integrantes.
El día 25 de enero, se compartió que el nombre de la canción principal del EP sería «JIKJIN». Al día siguiente, el visual film de la canción principal, fue publicado en las redes sociales de TREASURE y de la agencia.
Los días siguientes, se compartieron fotografías de los integrantes con su parte en la lírica de «JIKJIN» seguido de cortos visuales de los integrantes individuales.
Para el día 3 de febrero, se anunció la lista de canciones del primer mini álbum de TREASURE: «JIKJIN» coescrita y co-compuesta por HYUN SUK, HARUTO y YOSHI, quienes también participaron en la co-escritura y la co-compocisión de «U», la segunda canción.  YEDAM se unió a HYUN SUK, HARUTO y a YOSHI en la co-escritura y co-composición de la tercera canción, «DARARI». Para la cuarta pista «IT'S OKAY», la línea de rap del grupo (HYUN SUK, YOSHI y HARUTO) participó también en la escritura. De forma exclusiva, «Best Friend Forever», coescrita y co-compuesta por HYUN SUK y «Gonna Be Fine» estarán en la versión física del EP.
El 15 de febrero llegó luego de que se publicaran más imágenes promocionales y la publicación del adelanto del video musical de la canción principal, 'THE SECOND STEP: CHAPTER ONE' se publicó en todas las plataformas de streaming de la mano con el video musical de «JIKJIN».

### Los planes con 'THE SECOND STEP: CHAPTER TWO'
Durante el 27 de mayo, YG compartió el plan de actividades de TREASURE para el segundo semestre de 2022, junto con la intención de que el grupo haga su regreso musical con un nuevo álbum en el verano de ese año. Y aunque la discográfica no compartió muchos detalles del formato o fechas de su próximo álbum, explicaron que los preparativos habían comenzado de manera anticipada porque tenían un gran proyecto para el segundo aniversario de la agrupación, en agosto.
Sin embargo, YG también compartió que este sería el primer regreso del grupo con 10 integrantes: HYUN SUK, JIHOON, YOSHI, JUNKYU, ASAHI, JAEHYUK, DOYOUNG, HARUTO, JEONGWOO y JUNGHWAN.
Desde la agencia del grupo, anunciaron que MASHIHO y YEDAM no estarían presentes en este regreso y se mantendrían en un estado de pausa en sus actividades, ya que, en el caso de YEDAM manifestó su intención de concentrarse en estudiar música durante un cierto período de tiempo basándose en que quería fortalecer aún más sus capacidades de producción como artista. Y que MASHIHO, se encontraba en Japón debido a que solicitó un descanso prolongado por motivos de salud.
El 1 de septiembre, a través de las páginas de YG y de TREASURE, anunciaron que la agrupación tenía programado, el lanzamiento de su segundo EP: 'THE SECOND STEP: CHAPTER TWO' y un nuevo concierto en Seúl.
Un cartel conceptual del mini álbum fue publicado el día 19 de septiembre. Y durante los tres días siguientes, se publicaron los carteles conceptuales de los miembros. 
El día 23 de septiembre, se compartió una imagen grupal con el nombre de la canción principal del mini álbum: «HELLO». Los días siguientes, se compartieron imágenes de los integrantes de manera individual con el concepto de la canción principal.
El 27 del mismo mes, se anunciaron las 6 canciones que formarían parte del mini álbum: «HELLO» como canción principal, «VolKno» como canción de la línea de rap del grupo, «THANK YOU» como dúo entre HARUTO y ASAHI, dos canciones inéditas grupales y la versión rock de «DARARI» disponible únicamente en el formato físico del álbum.
El lanzamiento del segundo EP del grupo se hizo el 4 de octubre de la mano con la publicación del video musical de «HELLO».
Días después, YG anunció que la canción de la línea de rap «VolKno» tendría video musical, y se haría el 4 de noviembre del mismo año.

### Salida de YEDAM y MASHIHO de TREASURE y de YG Entertainment
Durante el 8 de noviembre, YG Entertainment comunicó a los fanáticos que TREASURE continuaría como un grupo de 10 miembros.
A través de un comunicado en la plataforma Weverse y las páginas oficiales de la agencia anunciaron que MASHIHO y YEDAM, quienes se mantuvieron al margen de las actividades del grupo habían finalizado sus contratos exclusivos con la empresa.
YG finalizó el comunicado solicitando a los fanáticos que apoyaran las actividades del grupo y las actividades de los ex-miembros de la agrupación.

### La primera gira de conciertos
Entre las promociones al segundo EP del grupo, TREASURE anunció el 28 de septiembre la primera fecha de su primera gira: '2023 TREASURE TOUR ‹HELLO›' con dos fechas iniciales en Seúl, Corea del Sur.
Durante los siguientes días, se dieron más imágenes de lo que sería la primera gira de TREASURE con fotografías unitarias de los miembros.
El 12 y 13 de noviembre llegó y se llevaron a cabo los primeros conciertos conciertos del tour '2023 TREASURE TOUR ‹HELLO›' en el KSPO Dome, Seúl, Corea del Sur. 
El 28 de diciembre, se compartió diferentes carteles anunciando nuevas fechas y ciudades en las que se llevaría a cabo la gira de conciertos. Países como Taiwán, Malasia, Indonesia y Tailandia fueron algunos de los seleccionados para realizar conciertos durante 2023.

### 2023 - Los planes anunciados por YG para TREASURE
El 12 de junio de 2023 y mediante el canal de YouTube oficial de TREASURE y de YG, publicaron un video de Yang Hyun-suk comunicando los planes que la agencia tenía para el grupo.
En el video, el productor general de YG, desglosó un plan de actividades después de disculparse por no poder hacer su trabajo luego del debut de TREASURE. Seguido de eso, Yang Hyun Suk respondió a la pregunta "¿Cuando saldrá el segundo álbum de estudio?", a lo que el productor respondió que se estaba programando la publicación del segundo álbum de estudio del grupo para agosto de 2023, además de revelar el nombre de dicho álbum: 'REBOOT'.
Más adelante en el video, se anunció la primera unidad de TREASURE sería llamada 'T5' y estaba conformado por los miembros quienes levantaron la mano al responder "¿Quién es el más guapo de todos?". Después, anunció que la unidad T5 se revelaría antes del lanzamiento del segundo álbum de estudio del grupo con una canción pre-lanzamiento.
Yang Hyun Suk finalizó el video prometiendo a los fanáticos que ayudaría al grupo en lanzar canciones buenas en su nuevo álbum.

### El proyecto 'REBOOT'
Luego del anuncio de YG sobre los planes del segundo álbum de estudio de TREASURE, la unidad de 5 integrantes denominada como T5 promocionó un sencillo pre-lanzamiento llamado «MOVE» el 28 de junio.
El segundo álbum de estudio de TREASURE fue anunciado el 4 de julio y su fecha de lanzamiento estaba programada para el día 28 del mismo mes.
El 17 de julio, se publicó la lista de canciones. El álbum, contará con la extensión de 10 pistas en las algunos miembros que fueron partícipes de la escritura y composición de las canciones.
«BONA BONA» fue anunciada como canción principal en el listado de canciones y compartido con un cartel publicado en las redes sociales del grupo y de la agencia el 18 de julio. Días después, se publicaron imágenes y videos conceptuales de los integrantes y grupales del álbum.
El 28 de julio, se publicó el segundo álbum de estudio de TREASURE, de la mando con el video musical de la canción principal, «BONA BONA». Ese mismo día, y al mismo tiempo en el que se liberó el álbum en plataformas de streaming, se publicó un 'highlight medley' del álbum.
A través de las redes sociales de YG y del grupo, publicaron un cartel anunciando un nuevo concierto de la agrupación. El 25 de septiembre
El concierto fue llamado 'REBOOT' y tendría lugar en el Olympic Park, Seúl, Corea del Sur, los días 15, 16 y 17 de diciembre de 2023. El concierto fue llevado con éxito durante los tres días programados.
El 20 de febrero de 2024, se anunció que la línea de conciertos 'REBOOT' se volvería un tour de la agrupación y al igual que los primeros países en los que se llevaría a cabo.
La gira 'RELAY TOUR [REBOOT]' se llevó a cabo entre el mes de diciembre de 2023 y agosto de 2024. Donde se realizaron dos conciertos para el cierre de tour en el mismo recinto que se llevó a cabo sus primeros conciertos, Olimpic Park, el día 15 de agosto de 2024, en dos horarios diferentes. CL, solista y miembro 2NE1, fue invitada al concierto de cierre de la gira de TREASURE.

### Sencillos en 2024

#### · KING KONG
YG Entertainment, publicó en las redes del grupo y de la agencia un video dando una pista de su regreso musical el 14 de mayo. Al día siguiente, publicó el fecha y hora en la que se aludía que se publicaría el regreso de TREASURE.
El día 16 de mayo, el grupo compartió el nombre de su nueva canción: «KING KONG», que fue escrita por HYUN SUK y YOSHI.
Días después, se publicaron carteles individuales con el concepto de los miembros, con una advertencia ficticia en la imagen, aludiendo a la aparición de KING KONG.
El 23 de mayo, se publicó el adelanto del video musical. «KING KONG» se publicó en todas las plataformas de streaming, junto a su video musical.

#### · LAST NIGHT
Durante un nuevo video publicado por YG Entertainment en su canal oficial de YouTube el 22 de julio, se vió a Yang Hyun Suk explicando los planes de la agencia para sus artistas, tal que 2NE1, BLACKPINK, WINNER, AKMU, BABYMONSTER y TREASURE estarían activos (musicalmente) de manera simultánea.
Luego, el 28 de noviembre, se publicó una imagen indicando un nuevo regreso musical de TREASURE. Al día siguiente, se publicó la fecha y horario en la lanzaría el sencillo digital del grupo.
«LAST NIGHT» fue anunciado como el nombre de la canción, en conjunto a su cartel con los créditos correspondientes el día 2 de diciembre. ASAHI, HYUN SUK, HARUTO y YOSHI fueron acreditados como coescritores del sencillo, junto a YG.
El adelanto del video musical fue publicado el 3 de diciembre. Mientras que el sencillo fue publicado el 5 de diciembre junto a su video musical.

## Imagen pública

### Colaboraciones comerciales
TREASURE ha sido seleccionado por varias marcas, tanto coreanas como internacionales para patrocinar sus productos. Entre ellas: Line Friends, Man:yo factory, Ruangguru, Gentle Monster, Puma, Animal Crossing (Nintendo Switch), Lego, entre otros. 
Destacando la organización de turismo de Corea, en donde los miembros visitan diferentes partes del país con el objetivo de incentivar los viajes a esos lugares.

### Line Friends: TRUZ
En agosto del 2020, el grupo colaboró con Global Creative Studio para diseñar sus nuevos personajes. El nombre del grupo fue revelado como TRUZ, estos personajes fueron presentados en diferentes formas incluyendo pegatinas en la plataforma de mensajería LINE, peluches, cortos de animaciones y demás.  
El estreno de la colección de muñecos y peluches de TRUZ, agotó todo el stock en Corea en menos de un minuto, mientras que en las ventas internacionales, que incluyeron 18 países de Europa, Asia, Norteamérica y Latinoamérica fueron vendidas en menos de una hora.
Cada miembro de TRUZ es representado por integrante de TREASURE: 
- HYUN SUK → Chilli
- JIHOON → Romy
- YOSHI → Yochi
- JUNKYU → Bonbon
- ASAHI → Hikun
- JAEHYUK → Lawoo
- DOYOUNG → Som
- HARUTO → Ruru
- JEONGWOO → Woopy
- JUNGHWAN → Podong

## Filantropía y activismo
En julio, agosto y octubre del 2019, los miembros de TREASURE, YOSHI, MASHIHO, JAEHYUK, ASAHI, YEDAM,  JEONGWOO y JUNGHWAN participaron en el evento de maratón benéfico de SEAN de JINUSEAN, 'Miracle 365' con el objetivo de recaudar fondos para construir un hospital de rehabilitación para niños con discapacidad física que necesiten atención médica. 
El 5 de julio de 2020 los 12 miembros del grupo, algunos miembros del staff y la cantante Han Seung Yeon (actualmente en YGX) acudieron como voluntarios al refugio para animales "Anseong Pyeonggang Princess Shelter" ubicado en la provincia de Gyeonggi, donde construyeron refugios para los animales además de limpiarlos y alimentarlos. Ese mismo año durante septiembre a través de la plataforma de Naver, los miembros contribuyeron con la campaña de Happy Bean que buscaba recaudar fondos para niños con cáncer.
En marzo del 2021, YG anunció que TREASURE junto a Muju YG Foundation y Um Hong-gil Human Foundation participaron en la campaña de Happy Bean para recaudar fondos para la construcción de escuelas para niños y adolescentes de los sectores más vulnerables de Nepal. En Abril del mismo año, TREASURE ocupó sus plataformas para conmemorar el día de la tierra, manifestándose sobre el cambio climático y los problemas ambientales que afectan a la sociedad actual.

## Miembros
| Miembros         | Miembros         | Miembros             | Miembros             | Miembros                           | Miembros                                        | Miembros                     |
| Nombre artístico | Nombre artístico | Nombre de nacimiento | Nombre de nacimiento | Fecha de nacimiento                | Posición                                        | Lugar de nacimiento          |
| Romanización     | Hangul           | Romanización         | Hangul               | Fecha de nacimiento                | Posición                                        | Lugar de nacimiento          |
| ---------------- | ---------------- | -------------------- | -------------------- | ---------------------------------- | ----------------------------------------------- | ---------------------------- |
| HYUN SUK         | 현석             | CHOI HYUN SUK        | 김진환               | 21 de abril de 1999 (26 años)      | Líder (2020 - 2024), rapero principal, bailarín | Gangnam-gu, Corea del Sur    |
| JIHOON           | 지훈             | PARK JIHOON          | 박지훈               | 14 de marzo de 2000 (25 años)      | Líder (2020 - 2024), vocalista, bailarín        | Nam-gu, Corea del Sur        |
| YOSHI            | 요시             | KANEMOTO YOSHINORI   |                      | 15 de mayo de 2000 (25 años)       | Rapero, bailarín                                | Kōbe, Japón                  |
| JUNKYU           | 준규             | KIM JUNKYU           | 김준규               | 9 de septiembre de 2000 (24 años)  | Líder (2025 - ), vocalista principal, bailarín  | Chungju, Corea del Sur       |
| JAEHYUK          | 재혁             | YOON JAEHYUK         | 윤재혁               | 23 de julio de 2001 (23 años)      | Vocalista, bailarín                             | Yongin, Corea del Sur        |
| ASAHI            | 아사히           | HAMADA ASAHI         |                      | 20 de agosto de 2001 (23 años)     | Líder (2025 - ), vocalista, bailarín            | Osaka, Japón                 |
| DOYOUNG          | 도영             | KIM DOYOUNG          | 김도영               | 4 de diciembre de 2003 (21 años)   | Vocalista, bailarín                             | Samseong-dong, Corea del Sur |
| HARUTO           | 하루토           | WATANABE HARUTO      |                      | 5 de abril de 2004 (21 años)       | Rapero, bailarín                                | Fukuoka, Japón               |
| JEONGWOO         | 정우             | PARK JEONGWOO        | 박정우               | 28 de septiembre de 2004 (20 años) | Vocalista, bailarín                             | Iksan, Corea del Sur         |
| JUNGHWAN         | 정환             | SO JUNGHWAN          | 소정환               | 18 de febrero de 2005 (20 años)    | Vocalista, bailarín, maknae                     | Iksan, Corea del Sur         |
| Exmiembros       |                  |                      |                      |                                    |                                                 |                              |
| YEDAM            | 예담             | BANG YEDAM           | 방예담               | 7 de mayo de 2002 (23 años)        | Vocalista                                       | Seúl, Corea del Sur          |
| MASHIHO          | 마시호           | TAKATA MASHIHO       |                      | 25 de marzo de 2001 (24 años)      | Vocalista, bailarín                             | Osaka, Japón                 |

Según sus perfiles en Namu.

## Discografía

### Sencillos y EPs
| Título                        | Detalles                                        | Fecha de lanzamiento     | Agencia       | Formato        |
| ----------------------------- | ----------------------------------------------- | ------------------------ | ------------- | -------------- |
| THE FIRST STEP: CHAPTER ONE   | 4 canciones ‹2 en formato digital, 4 en físico› | 7 de agosto de 2020      | YG            | CD · Streaming |
| THE FIRST STEP: CHAPTER TWO   | 4 canciones ‹2 en formato digital, 4 en físico› | 18 de septiembre de 2020 | YG            | CD · Streaming |
| THE FIRST STEP: CHAPTER THREE | 4 canciones ‹2 en formato digital, 4 en físico› | 6 de noviembre de 2020   | YG            | CD · Streaming |
| THE SECOND STEP: CHAPTER ONE  | 6 canciones ‹4 en formato digital, 6 en físico› | 15 de febrero de 2022    | YG            | CD · Streaming |
| THE SECOND STEP: CHAPTER TWO  | 6 canciones ‹5 en formato digital, 6 en físico› | 4 de octubre de 2022     | YG            | CD · Streaming |
| MOVE (T5)                     | 1 canción                                       | 28 de junio de 2023      | YG · Columbia | Streaming      |
| B.O.M.B (KABOOM ver.)         | 1 canción                                       | 20 de octubre de 2023    | YG · Columbia | Streaming      |
| KING KONG                     | 1 canción                                       | 2 de mayo de 2024        | YG · Columbia | Streaming      |
| LAST NIGHT                    | 1 canción                                       | 5 de diciembre de 2024   | YG · Columbia | Streaming      |
| PLEASURE                      | 4 canciones                                     | 7 de marzode 2025        | YG · Columbia | CD · Streaming |

| Título                                   | Detalles                                        | Fecha de lanzamiento     | Agencia          | Formato        |
| ---------------------------------------- | ----------------------------------------------- | ------------------------ | ---------------- | -------------- |
| BEAUTIFUL                                | 1 canción                                       | 14 de febrero de 2021    | YG · YGEX (AVEX) | Streaming      |
| THE FIRST STEP: CHAPTER ONE -JP Edition- | 6 canciones ‹4 en formato digital, 6 en físico› | 31 de marzo de 2022      | YG · YGEX (AVEX) | CD · Streaming |
| THE FIRST STEP: CHAPTER TWO -JP Edition- | 6 canciones                                     | 30 de noviembre de 2022  | YG · YGEX (AVEX) | CD · Streaming |
| Here I Stand                             | 1 canción                                       | 27 de marzo de 2023      | YG · YGEX (AVEX) | Streaming      |
| MOVE (T5) -JP ver.-                      | 1 canción                                       | 16 de septiembre de 2023 | YG · YGEX (AVEX) | Streaming      |
| BONA BONA -JP ver.-                      | 1 canción                                       | 25 de septiembre de 2023 | YG · YGEX (AVEX) | Streaming      |
| REBOOT -JP Edition-                      | 6 canciones                                     | 21 de febrero de 2024    | YG · YGEX (AVEX) | CD · Streaming |
| REVERSE                                  | 1 canción                                       | 27 de julio de 2024      | YG · YGEX (AVEX) | Streaming      |
| KING KONG / REVERSE                      | 2 canciones                                     | 19 de agosto de 2024     | YG · YGEX (AVEX) | CD · Streaming |
| PLEASURE -Special JP Selection-          | 2 canciones                                     | 28 de abril de 2025      | YG · YGEX (AVEX) | Streaming      |

### Álbumes de estudio
| Título                          | Detalles                                           | Fecha de lanzamiento | Agencia       | Formato        |
| ------------------------------- | -------------------------------------------------- | -------------------- | ------------- | -------------- |
| THE FIRST STEP: TREASURE EFFECT | 12 canciones ‹10 en formato digital, 12 en físico› | 11 de enero de 2021  | YG            | CD · Streaming |
| REBOOT                          | 10 canciones                                       | 28 de julio de 2023  | YG · Columbia | CD · Streaming |

| Título                          | Detalles                                           | Fecha de lanzamiento | Agencia          | Formato        |
| ------------------------------- | -------------------------------------------------- | -------------------- | ---------------- | -------------- |
| THE FIRST STEP: TREASURE EFFECT | 13 canciones ‹11 en formato digital, 13 en físico› | 31 de marzo de 2021  | YG · YGEX (AVEX) | CD · Streaming |

### Álbumes en vivo
| Título                                | Detalles                                                                             | Fecha de lanzamiento   | Agencia          | Formato   |
| ------------------------------------- | ------------------------------------------------------------------------------------ | ---------------------- | ---------------- | --------- |
| TREASURE JAPAN TOUR ~HELLO~ 2022-23   | Extracto del concierto especial en Kyocera Dome Osaka.                               | 6 de diciembre de 2023 | YG · YGEX (AVEX) | Streaming |
| TREASURE JAPAN TOUR ~REBOOT~2024      | Extractos de los conciertos en los que se llevó a cabo la gira.                      | 6 de noviembre de 2024 | YG · YGEX (AVEX) | Streaming |
| TREASURE FANMEETING ~WONDERLAND~ 2024 | Extractos de los conciertos en los que se llevó a cabo la gira de reuniones de fans. | 6 de noviembre de 2024 | YG · YGEX (AVEX) | Streaming |

## Videografía

### Videos musicales
| Año                         | Título                           | Álbum                           | Director                   | Duración | Ref.   |
| --------------------------- | -------------------------------- | ------------------------------- | -------------------------- | -------- | ------ |
| 2020                        | «BOY»                            | THE FIRST STEP: CHAPTER ONE     | Rigend Film                | 3:19     | [ 84 ] |
| 2020                        | «I LOVE YOU» (en hangul, 사랑해) | THE FIRST STEP: CHAPTER TWO     | Rigend Film                | 3:11     | [ 85 ] |
| 2020                        | «MMM» (en hangul, 음)            | THE FIRST STEP: CHAPTER THREE   | Seo Hyun-seung             | 3:35     | [ 86 ] |
| 2021                        | «MY TREASURE»                    | THE FIRST STEP: TREASURE EFFECT | Rigend Film                | 3:20     | [ 87 ] |
| 2022                        | «JIKJIN» (en hangul, 직진)       | THE SECOND STEP: CHAPTER ONE    | Lee Sang-yoon              | 3:10     | [ 88 ] |
| 2022                        | «HELLO»                          | THE FIRST STEP: CHAPTER TWO     | —                          | 3:08     | [ 89 ] |
| 2022                        | «VolKno (RAP Unit)»              | THE FIRST STEP: CHAPTER TWO     | Woong Hui                  | 3:21     | [ 90 ] |
| 2023                        | «MOVE (T5)»                      | REBOOT                          | Jason Kim (Flipevil)       | 3:29     | [ 91 ] |
| 2023                        | «BONA BONA»                      | REBOOT                          | Gigant                     | 3:46     | [ 92 ] |
| 2024                        | «KING KONG»                      | —                               | Yang Soon-sik (YSS Studio) | 3:28     | [ 93 ] |
| 2024                        | «LAST NIGHT»                     | PLEASURE                        | Yun Joo-yeong(EARTHLUK)    | 3:06     | [ 94 ] |
| 2025                        | «YELLOW»                         | PLEASURE                        | —                          | 3:49     | [ 95 ] |
| —: No posee o se desconoce. |                                  |                                 |                            |          |        |

| Año  | Título                  | Álbum                                     | Duración | Ref.    |
| ---- | ----------------------- | ----------------------------------------- | -------- | ------- |
| 2021 | «BOY (JP ver.)»         | THE FIRST STEP: TREASURE EFFECT           | 3:19     | [ 96 ]  |
| 2021 | «I LOVE YOU (JP ver.)»  | THE FIRST STEP: TREASURE EFFECT           | 3:11     | [ 97 ]  |
| 2021 | «MMM (JP ver.)»         | THE FIRST STEP: TREASURE EFFECT           | 3:36     | [ 98 ]  |
| 2021 | «MY TREASURE (JP ver.)» | THE FIRST STEP: TREASURE EFFECT           | 3:23     | [ 99 ]  |
| 2021 | «BEAUTIFUL»             | THE FIRST STEP: TREASURE EFFECT           | 3:52     | [ 100 ] |
| 2022 | «JIKJIN (JP ver.)»      | THE SECOND STEP: CHAPTER ONE -JP EDITION- | 3:09     | [ 101 ] |
| 2022 | «HELLO (JP ver.)»       | THE SECOND STEP: CHAPTER TWO -JP EDITION- | 3:03     | [ 102 ] |
| 2023 | «MOVE (T5) (JP ver.)»   | REBOOT -JP SPECIAL SELECTION-             | 3:35     | [ 103 ] |
| 2023 | «BONA BONA (JP ver.)»   | REBOOT -JP SPECIAL SELECTION-             | 3:38     | [ 104 ] |
| 2024 | «KING KONG (JP ver.)»   | —                                         | 3:29     | [ 105 ] |

## Filmografía

### Programas de televisión
| Año     | Título          | Cadena          | Notas                                                     | Ref.    |
| ------- | --------------- | --------------- | --------------------------------------------------------- | ------- |
| 2018    | YG Treasure Box | YouTube · JTBC2 | Programa de supervivencia donde se formó el grupo.        | [ 106 ] |
| 2020-23 | TREASURE Map    | YouTube         | Serie que captura las actividades diarias del grupo.      | [ 107 ] |
| 2024    | Shinning Solo   | SBS             | Programa, formato de citas donde los miembros participan. | [ 108 ] |

### Series web
| Año  | Título                       | Cadena  | Notas                                             | Ref.    |
| ---- | ---------------------------- | ------- | ------------------------------------------------- | ------- |
| 2021 | It's Okay, That's Friendship | YouTube | Cortometraje especial emitido en TREASURE Map.    | [ 109 ] |
| 2021 | The Mysterious Class         | YouTube | Serie web de misterio protagonizada por TREASURE. | ″       |
| 2023 | My BF is TREASURE            | YouTube | Episodio especial en TREASURE Map.                | [ 110 ] |

### Programas web
| Año            | Título             | Cadena  | Notas                                                                    | Ref.    |
| -------------- | ------------------ | ------- | ------------------------------------------------------------------------ | ------- |
| 2020 - p       | T.M.I              | YouTube | Serie donde los integrantes interactúan y comparten detrás de cámaras.   | [ 111 ] |
| 2020, 2023 - p | Fact Check         | YouTube | Serie donde los miembros verifican hechos relacionados con el grupo.     | [ 112 ] |
| 2020, 2023 - p | 3-Minute TREASURE  | YouTube | Serie de videos cortos en YouTube, compartiendo contenido diverso.       | [ 113 ] |
| 2020, 2023 - p | T-Talk             | YouTube | Conversaciones casuales entre los integrantes.                           | [ 114 ] |
| 2020-21        | TREASURE Studio    | YouTube | Colaboración con Line Friends.                                           | [ 115 ] |
| 2021           | Find Your Korea    | YouTube | Colaboración con la Organización de Turismo de Corea.                    | [ 116 ] |
| 2021-22        | T.M.I Log          | YouTube | Vlogs personales de los miembros, compartiendo sus vidas diarias.        | [ 117 ] |
| 2023 - p       | TREASURE World Map | YouTube | Serie donde los integrantes documentan sus experiencias internacionales. | [ 118 ] |
| 2023 - p       | Re:all TREASURE    | YouTube | Serie que enseña las actividades y proyectos del grupo en detalle.       | [ 119 ] |

Notas: «- p» serie en emisión.

## Conciertos y giras

### Conciertos
| Fecha              | Nombre | Lugar     | Ciudad | País          | [ 120 ] |
| ------------------ | ------ | --------- | ------ | ------------- | ------- |
| 9 de abril de 2022 | TRACE  | KSPO Dome | Seúl   | Corea del Sur | [ 120 ] |

### Reuniones con fans
| Fecha de Inicio         | Nombre           | Lugares              | Fechas de término       |
| ----------------------- | ---------------- | -------------------- | ----------------------- |
| 2 de septiembre de 2023 | 'HELLO AGAIN'    | 1 país, 5 ciudades   | 12 de noviembre de 2023 |
| 6 de julio de 2024      | 'WONDERLAND'     | 1 país, 6 ciudades   | 11 de agosto de 2024    |
| 29 de marzo de 2025     | 'Special Moment' | 3 países, 9 ciudades | TBA                     |

### Giras
| Fecha de Inicio         | Nombre              | Lugares                | Fechas de término    |
| ----------------------- | ------------------- | ---------------------- | -------------------- |
| 12 de noviembre de 2022 | 'HELLO'             | 10 países, 17 ciudades | 20 de mayo de 2023   |
| 15 de diciembre de 2023 | RELAY TOUR 'REBOOT' | 8 países, 15 ciudades  | 15 de agosto de 2024 |